# Giro delle Fiandre 2004
Il Giro delle Fiandre 2004, ottantottesima edizione della corsa e valido come secondo evento della Coppa del mondo di ciclismo su strada 2004, fu disputato il 4 aprile 2004, per un percorso totale di 257 km. Fu vinto dal tedesco Steffen Wesemann, al traguardo con il tempo di 6h39'00" alla media di 38.647 km/h.
Partenza a Bruges con 193 corridori di cui 125 portarono a termine il percorso.

## Squadre partecipanti
| N.      | Cod. | Squadra                          |
| ------- | ---- | -------------------------------- |
| 1-8     | LOT  | Lotto-Domo                       |
| 11-18   | CHO  | Chocolade Jacques-Wincor         |
| 21-28   | LAN  | Landbouwkrediet-Colnago          |
| 31-38   | MRB  | Mr Bookmaker.com-Palmans         |
| 41-48   | QSD  | Quick Step-Davitamon             |
| 51-58   | VLA  | Vlaanderen-T Interim             |
| 61-68   | CSC  | Team CSC                         |
| 71-78   | EUS  | Euskaltel-Euskadi                |
| 81-88   | LST  | Liberty Seguros                  |
| 91-98   | REB  | Relax-Bodysol                    |
| 101-108 | A2R  | AG2R Prévoyance                  |
| 111-118 | COF  | Cofidis, le Crédit par Téléphone |
| 121-128 | FDJ  | fdjeux.com                       |

| N.      | Cod. | Squadra                           |
| ------- | ---- | --------------------------------- |
| 131-138 | GST  | Gerolsteiner                      |
| 141-148 | TMO  | T-Mobile Team                     |
| 151-158 | ALB  | Alessio-Bianchi                   |
| 161-168 | FAS  | Fassa Bortolo                     |
| 171-178 | LAM  | Lampre                            |
| 181-188 | SAE  | Saeco Macchine per Caffè          |
| 191-198 | DVE  | Domina Vacanze                    |
| 201-208 | RAB  | Rabobank                          |
| 211-218 | PHO  | Phonak Hearing Systems            |
| 221-228 | USP  | US Postal Service p/b Berry Floor |
| 231-238 | IBB  | Illes Balears-Banesto             |
| 241-248 | C.A  | Crédit Agricole                   |

## Resoconto degli eventi
A pochi chilometri dall'arrivo mentre il gruppetto di testa con i capitani si controllavano a vicenda, scattò in sordina Steffen Wesemann e Dave Bruylandts che portarono a rimorchio con loro Leif Hoste abbastanza provato per le fughe precedenti. Questi presero un piccolo vantaggio, ma sufficiente a portarli alla volata finale regolata dal tedesco.

## Ordine d'arrivo (Top 10)
| Pos. | Corridore        | Squadra           | Tempo    |
| ---- | ---------------- | ----------------- | -------- |
| 1    | Steffen Wesemann | T-Mobile          | 6h39'00" |
| 2    | Leif Hoste       | Lotto-Domo        | s.t.     |
| 3    | Dave Bruylandts  | Chocolade Jacques | s.t.     |
| 4    | Léon van Bon     | Lotto-Domo        | a 28"    |
| 5    | Erik Dekker      | Rabobank          | s.t.     |
| 6    | Andreas Klier    | T-Mobile          | s.t.     |
| 7    | Rolf Aldag       | T-Mobile          | a 1'09"  |
| 8    | Frank Høj        | CSC               | a 1'16"  |
| 9    | Paolo Bettini    | Quick Step        | s.t.     |
| 10   | George Hincapie  | US Postal         | s.t.     |